# Porto passeggeri di Tallinn
Il porto passeggeri di Tallinn (in estone Vanasadam) è il porto della Città vecchia di Tallinn, in Estonia.
Linee regolari vengono effettuate tra Helsinki in Finlandia, Stoccolma in Svezia, Rostock in Germania e San Pietroburgo in Russia.
Il porto della città vecchia di Tallinn è uno dei cinque porti della compagnia di stato denominata porto di Tallinn. È uno dei maggiori porti della regione baltica, ed anche il più grande e frequentato porto dell'Estonia.
Anche il porto turistico della città vecchia, un nuovo porto turistico per natanti privati, inaugurato nel 2010 è parte del porto passeggeri di Tallinn.

## Rassegna fotografica

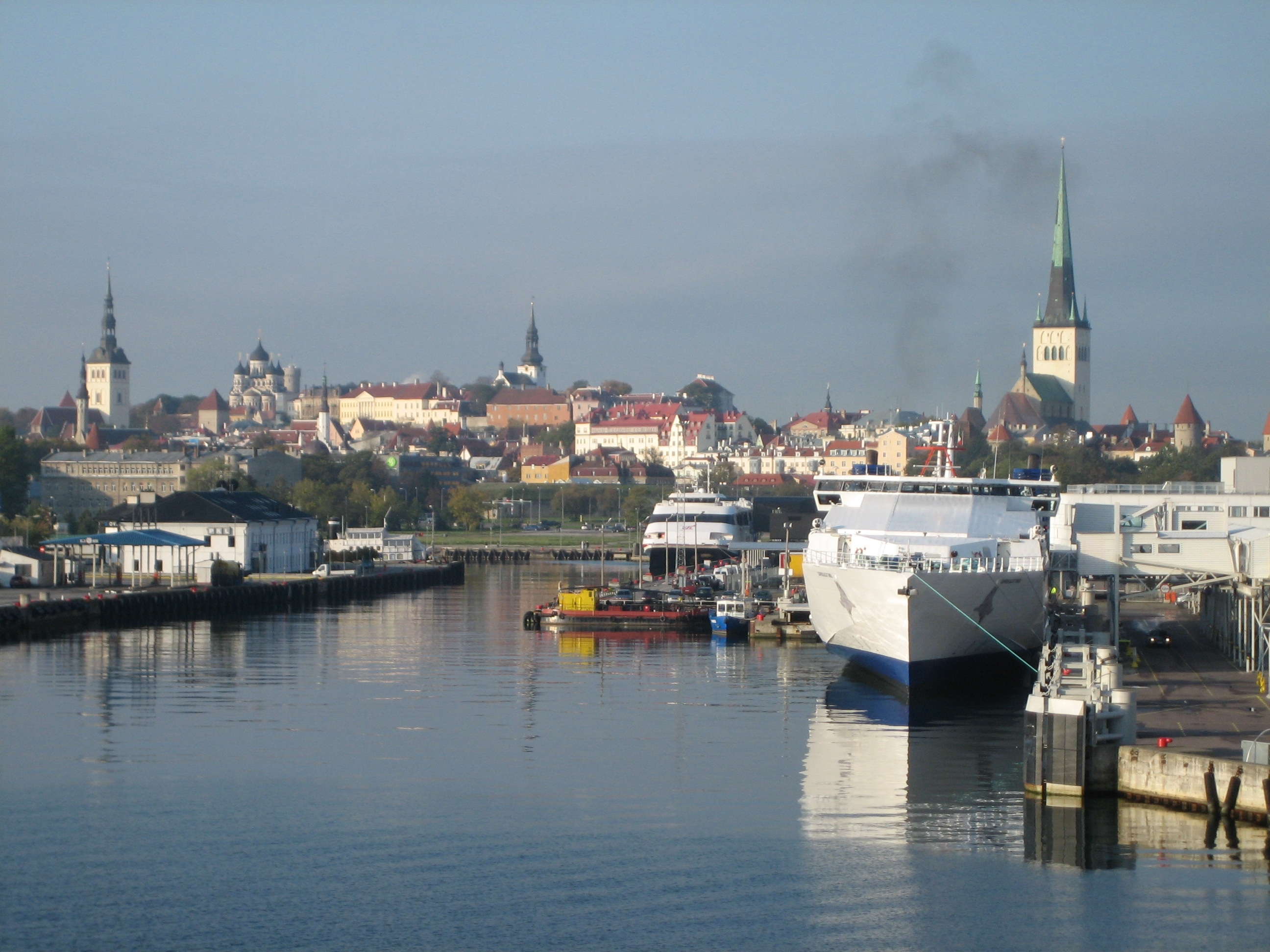
Panorama autunnale del porto
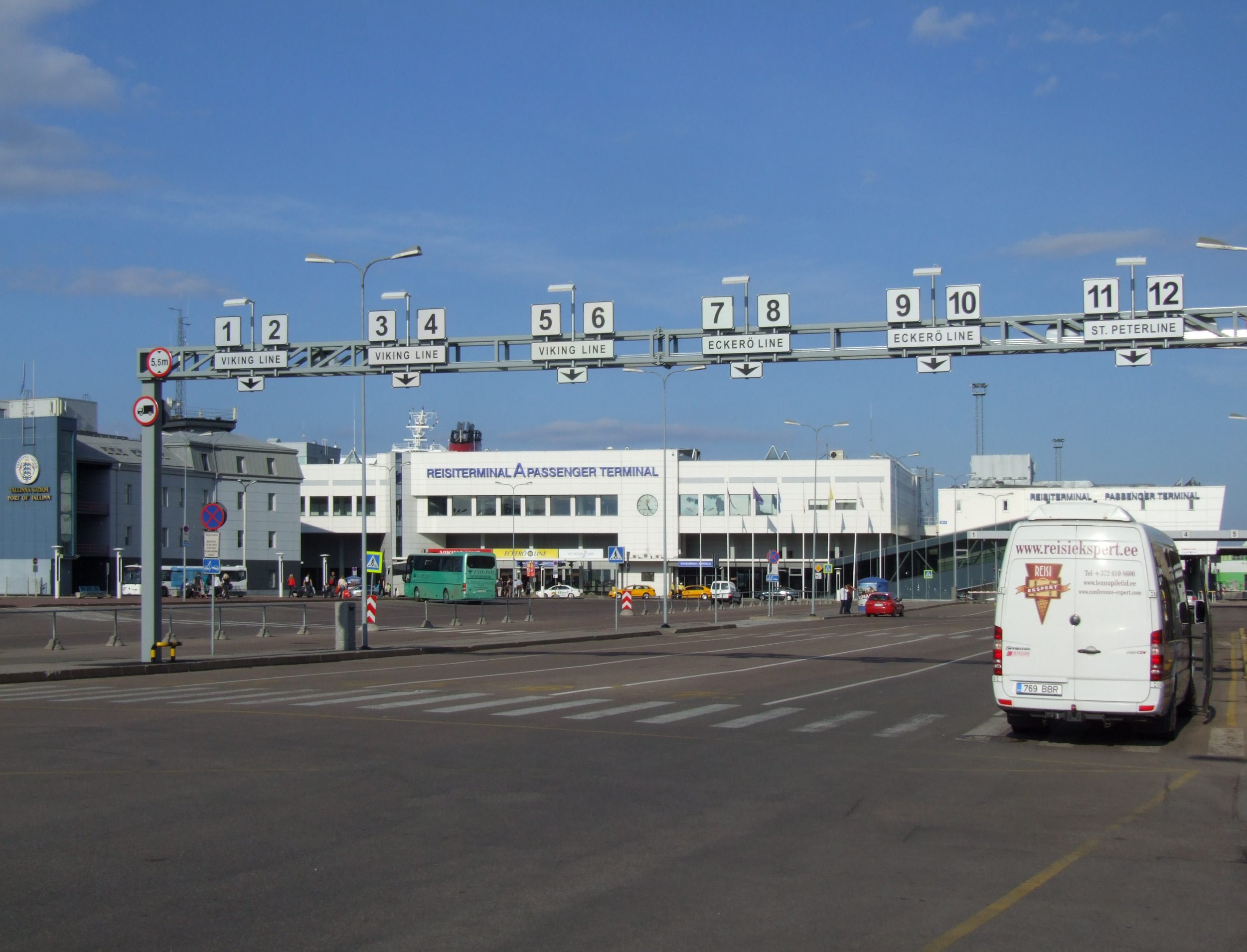
Spazio portuale
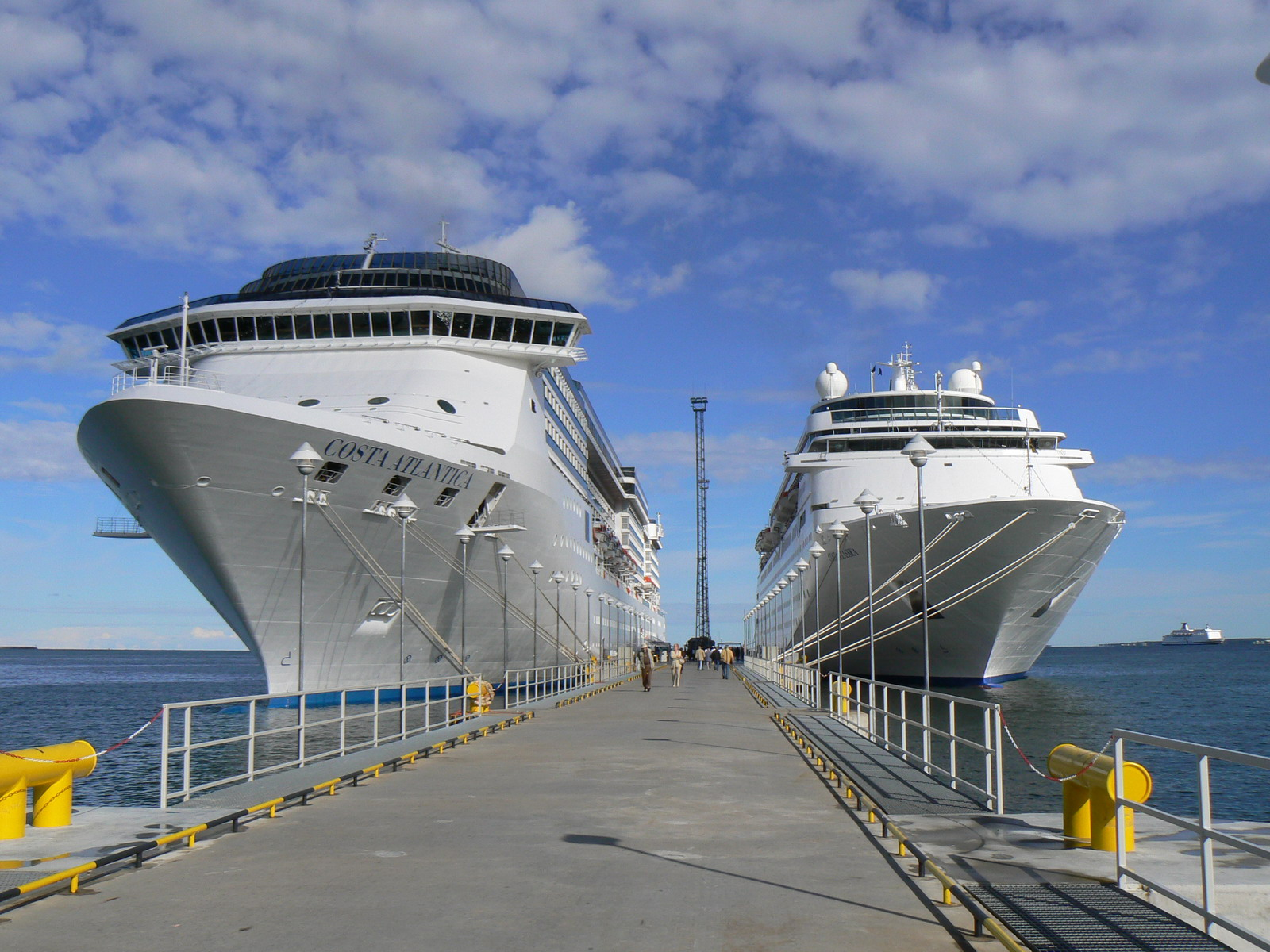
Tallinn è una destinazione assai popolare per le navi italiane ed europee da crociera.
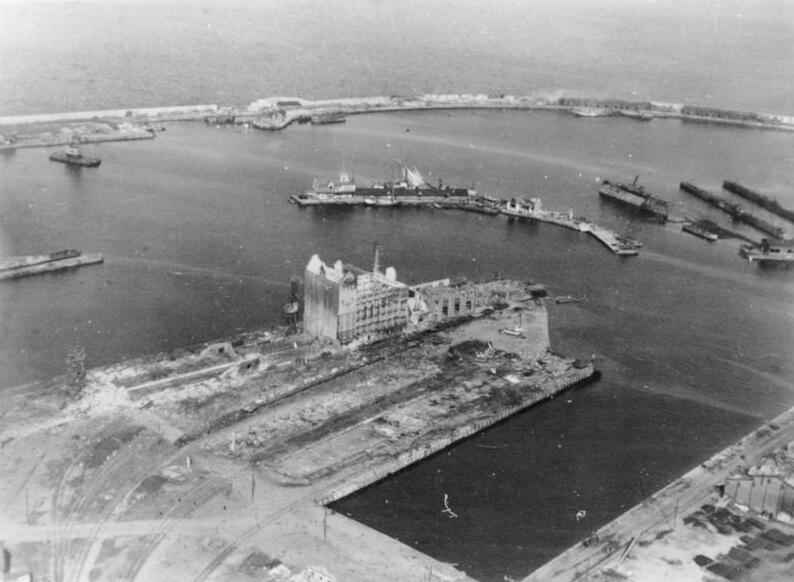
Il porto nel 1941.